# جعفر پناهی
جعفر پناهی (زادهٔ ۲۰ تیر ۱۳۳۹) کارگردان، فیلم‌نامه‌نویس و تدوین‌گر ایرانی است. او در سطح بین‌المللی به دلیل نقش برجسته‌اش در سینمای ایران شناخته می‌شود و جوایز متعددی از جشنواره‌های معتبر جهانی از جمله شیر طلایی از جشنواره فیلم ونیز برای دایره (۲۰۰۰)، خرس طلایی از جشنواره بین‌المللی فیلم برلین برای تاکسی (۲۰۱۵) و نخل طلا از جشنواره فیلم کن برای یک تصادف ساده (۲۰۲۵) را دریافت کرده است. با این افتخارات، پناهی پس از آنری-ژرژ کلوزو، میکل‌آنجلو آنتونیونی و رابرت آلتمن، چهارمین فیلم‌سازی به‌شمار می‌رود که جوایز اصلی هر سه جشنوارهٔ بزرگ سینمایی جهان را کسب کرده است.
پناهی فعالیت سینمایی خود را با ساخت فیلم‌های کوتاه و دستیاریِ عبّاس کیارستمی آغاز کرد. نخستین فیلم بلند او، بادکنک سفید (۱۹۹۵)، جایزه دوربین طلایی (Caméra d'Or) جشنواره کن را دریافت کرد که نخستین جایزه مهم برای یک فیلم ایرانی در این جشنواره به‌شمار می‌رود. او از آن زمان به بعد با موج نوی سینمای ایران شناخته می‌شود و موضوعاتی چون محدودیت‌های اجتماعی و زندگی افراد به‌حاشیه‌رانده‌شده در ایران، محور آثارش بوده‌اند.
فیلم‌های او بارها در ایران ممنوع شده‌اند و فعالیت حرفه‌ای‌اش همواره با برخورد و فشار از سوی مقامات ایرانی همراه بوده است. در سال ۲۰۱۰، پناهی بازداشت و بعدها به شش سال زندان و ۲۰ سال محرومیت از فیلم‌سازی و سفر محکوم شد. با وجود این محدودیت‌ها، او همچنان به ساخت فیلم ادامه داد؛ از جمله این فیلم نیست (۲۰۱۱) که به‌صورت قاچاقی از ایران خارج شد و در جشنواره کن به نمایش درآمد. از دیگر آثار برجسته او می‌توان به آینه (۱۹۹۷)، آفساید (۲۰۰۶)، پرده (۲۰۱۳)، سه‌رخ (۲۰۱۸) و خرس نیست (۲۰۲۲) اشاره کرد.

## اوایل زندگی و تحصیلات
جعفر پناهی در میانه در خانواده‌ای آذری به دنیا آمد که خود آن را خانواده‌ای از طبقه کارگر توصیف کرده است. او با چهار خواهر و دو برادر بزرگ شد. پدرش نقاش ساختمان بود. خانواده‌اش در خانه به زبان ترکی آذربایجانی صحبت می‌کردند، اما با دیگر ایرانیان به فارسی. در ده سالگی، پناهی با یک دوربین فیلم‌برداری ۸ میلی‌متری کار کرد. همچنین در یک فیلم بازی کرد و به مدیر کتابخانه «کانون» کمک کرد تا برنامه‌ای برای آموزش کار با دوربین فیلم‌برداری به کودکان اجرا کند.
از دوازده سالگی، پناهی بعد از مدرسه کار می‌کرد تا بتواند هزینه رفتن به سینما را تأمین کند. کودکی فقیرانه‌اش به شکل‌گیری نگاه انسانی در فیلم‌هایش کمک کرد.
در بیست سالگی، پناهی به خدمت سربازی در ارتش فراخوانده شد و درجنگ ایران و عراق از سال ۱۹۸۰ تا ۱۹۸۲ به عنوان فیلم‌بردار ارتش فعالیت کرد. در سال ۱۹۸۱ به‌دست شورشیان کرد اسیر شد و به مدت ۷۶ روز در اسارت بود.
او از تجربیات جنگی‌اش مستندی ساخت که بعدها از تلویزیون پخش شد. پس از پایان خدمت سربازی، پناهی در دانشکده سینما و تلویزیون تهران ثبت‌نام کرد و در آنجا فیلم‌سازی خواند و به آثار فیلم‌سازانی مانند آلفرد هیچکاک، هاوارد هاکس، لوئیس بونوئل و ژان-لوک گدار علاقه‌مند شد. در این دوره با پرویز شهبازی، فیلم‌ساز، و فرزاد جودت، فیلم‌بردار که تمام کارهای اولیه پناهی را فیلم‌برداری کرد، آشنا و دوست شد. در طول تحصیل، در مرکز بندرعباس در ساحل خلیج فارس کارآموزی کرد و اولین فیلم‌های مستند کوتاه خود را ساخت. همچنین به عنوان دستیار کارگردان در فیلم‌های استادش فعالیت کرد و در سال ۱۹۸۸ فارغ‌التحصیل شد.

## سبک
سبک پناهی اغلب شکلی ایرانی از نئورئالیسم توصیف می‌شود. به گفتهٔ خودش، او به دنبال به تصویر کشیدن «جنبه‌های انسانی چیزها» است. جیک ویلسون فیلم‌های او را به دلیل «تنش میان بی‌واسطگی مستندگونه و مجموعه‌ای از پارامترهای فرمال دقیقاً تعریف‌شده» و همچنین «خشم آشکارا ابرازشده نسبت به محدودیت‌هایی که جامعه ایران اعمال می‌کند» متمایز می‌داند.

پناهی در مقایسه با همکار رئالیست خود، عباس کیارستمی، در صراحت نقد اجتماعی‌اش تفاوت دارد. استفن تئو نوشته است:
فیلم‌های پناهی مضامین انسانی سینمای معاصر ایران را بازتعریف می‌کنند، اولاً با پرداختن به مسائل زنان در ایران مدرن، و ثانیاً با به تصویر کشیدن شخصیت‌های انسانی به‌عنوان «افراد غیرمشخص» —بیشتر شبیه فیگورهایی که با این حال شخصیت‌هایی کاملاً زنده و ملموس باقی می‌مانند، توجه بیننده را جلب کرده و احساسات را درگیر می‌کنند. مانند بهترین کارگردانان ایرانی که در صحنه جهانی مورد تحسین قرار گرفته‌اند، پناهی انسان‌دوستی را به شکلی غیراحساسی و واقع‌گرایانه به تصویر می‌کشد، بدون اینکه لزوماً پیام‌های سیاسی و اجتماعی را نادیده بگیرد. در حقیقت، این ویژگی به تعریف زیبایی‌شناسی خاص سینمای ایران کمک کرده است. این حس چنان قدرتمند است که به نظر می‌رسد هیچ شیوه دیگری برای نگاه به سینمای ایران جز معادل دانستن آن با مفهومی جهانی از انسان‌دوستی وجود ندارد.
پناهی خود می‌گوید سبک او را می‌توان «رویدادهای انسانی که به شکلی شاعرانه و هنری تفسیر شده‌اند» توصیف کرد. او گفته است: «در جهانی که فیلم‌ها با میلیون‌ها دلار ساخته می‌شوند، ما فیلمی دربارهٔ دختری کوچک ساختیم که می‌خواهد با کمتر از یک دلار ماهی بخرد [بالن سفید]—این چیزی است که ما سعی در نشان دادنش داریم.» پناهی همچنین اظهار کرده است: «در تمام فیلم‌هایم، هیچ‌گاه شخصیتی شرور، چه مرد و چه زن، نمی‌بینید. من معتقدم همه انسان‌ها خوب هستند.»
در مصاحبه‌ای با آنتونی کافمن، پناهی گفت: «من بسیار آگاه بودم که نباید با احساسات مردم بازی کنم؛ ما سعی نکردیم صحنه‌های اشک‌آور خلق کنیم؛ بنابراین فیلم جنبه فکری مخاطب را درگیر می‌کند. اما این با کمک جنبه احساسی و ترکیبی از این دو صورت می‌گیرد.»
حمید دبّاشی عقیده دارد پناهی در تاریخ سینمای ایران کمترین خودنمایی یا تظاهر را دارد و گفته که فیلم‌های او بازتابی از ایران پس از انقلاب از دید خودش است، و فیلم طلای سرخ را نه تنها روایتی از یک سرقت جواهرات ناکام، بلکه تاریخچه‌ای «از تاریخ معاصر ایران، تاریخ انقلاب اسلامی ناکام و به‌ویژه جنگ ایران و عراق» توصیف کرده است.
دبّاشی به تصویر محتاطانه خشونت توسط پناهی اشاره کرده و می‌گوید: «نحوه نمایش خشونت بدون نشان دادن عامل آن، اکنون به امضای سینمای پناهی تبدیل شده است.» او به‌طور خاص به برادر راضیه در بادکنک سفید اشاره می‌کند که در یک صحنه به‌وضوح کتک خورده، اما تنها اشاراتی به خشونت پدر راضیه از خارج از کادر ارائه می‌شود. در دایره، نرگس مورد ضرب و شتم قرار گرفته، اما هرگز توضیح داده نمی‌شود که چرا یا توسط چه کسی. دبّاشی می‌نویسد: «خشونت در سینمای پناهی مانند شبحی است: آن را می‌بینید، اما منشأ یا حضور فیزیکی ندارد—عامل آن به‌طور عمدی مبهم نگه داشته شده است. نتیجه، حس ترس و اضطرابی است که در هر فریم از فیلم‌های او نهفته است، اما این ترس مرجع مشخصی ندارد.»
برخی از ایرانیان از آثار او انتقاد کرده‌اند و مدعی‌اند که فیلم‌هایش «تصویری واقع‌بینانه از ایران ارائه نمی‌دهند، یا مشکلات زنان در فیلم‌های او تنها به طبقه خاصی از زنان مربوط می‌شود.»

## زندگی شخصی
پناهی با طاهره سعیدی ازدواج کرده است. اولین بار در دوران دانشگاه، زمانی که طاهره پرستار بود، با او آشنا شد. آنها یک پسر به نام پناه پناهی، که خود فیلم‌ساز است، و یک دختر به نام سولماز دارند. پناه در دانشگاه تهران تحصیل کرده و سولماز در تهران به تحصیل در رشته تئاتر پرداخته است.

## دیدگاه‌های سیاسی
پناهی یکی از ۱۵ فعال سیاسی و مدنی بود که در بهمن ۱۳۹۶ با تأکید بر «اصلاح‌ناپذیری» نظام جمهوری اسلامی ایران خواستار برگزاری همه‌پرسی تحت نظارت سازمان ملل متحد برای «گذار مسالمت‌آمیز» از حکومت فعلی «به یک دموکراسی سکولار پارلمانی» شد.

## بازداشت و محکومیت به زندان

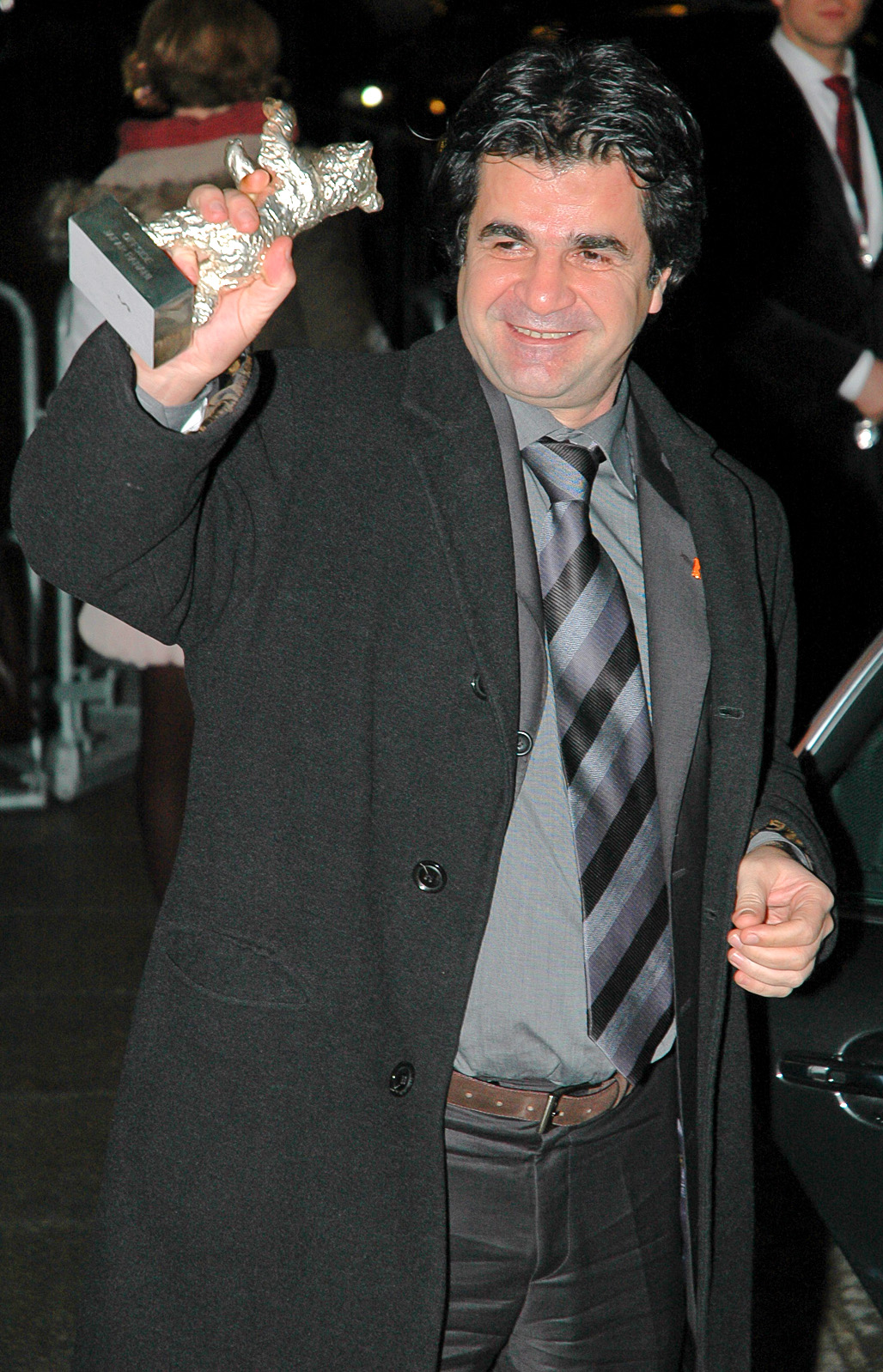
در جشنوارهٔ برلین ۲۰۰۶

در جریان اعتراضات انتخابات ریاست‌جمهوری ۱۳۸۸، جعفر پناهی دو بار دستگیر شد. بار اول، در روز ۸ مرداد ۱۳۸۸ هنگامی که به همراه گروه دیگری از فیلم‌سازان برای گرامیداشت کشته‌شدگان اعتراضات به نتیجهٔ انتخابات دهم ریاست‌جمهوری به بهشت زهرا رفته بود که پس از چند روز آزاد شد. بار دوم در دوشنبه ۱۰ اسفند به همراه ۱۸ نفر از اعضای خانواده و دوستانی که در خانه او در تهران مهمان بودند. صندلی او در جشنوارهٔ کن خالی ماند. او در یک مرحله برای مدتی اعتصاب غذا کرد.
پناهی در روز ۴ خرداد ۱۳۸۹ به دستور بازپرس و تأیید دادستان عمومی و انقلاب تهران با تودیع وثیقهٔ ۲۰۰ میلیون تومانی از زندان آزاد شد.
بر اساس حکم دادگاه پناهی به اتهام «اجتماع و تبانی و تبلیغ علیه نظام جمهوری اسلامی» به ۶ سال حبس تعزیری و ۲۰ سال محرومیت از فیلم‌سازی، ۲۰ سال محرومیت از فیلمنامه‌نویسی، ۲۰ سال محرومیت از سفر به خارج از ایران و ۲۰ سال ممنوعیت از هر نوع مصاحبه با رسانه‌ها و مطبوعات داخلی و خارجی محکوم شد.
در ۱۳ بهمن ۱۳۸۹ (۲ فوریهٔ ۲۰۱۱) تیه‌ری فره‌مو مدیر هنری جشنوارهٔ بین‌المللی فیلم کن، در یک کنفرانس مطبوعاتی که به منظور حمایت از پناهی و محمد رسول‌اف در سینماتک پاریس برگزار شد، اعلام کرد که امسال جایزهٔ ویژهٔ «مربی طلا» ی کن را به پناهی تقدیم می‌کنند. او اضافه کرد: «از این پس جعفر پناهی، عضو هیئت داوران تمام فستیوال‌های فیلم بین‌المللی خواهد بود و جایگاهی خالی برای او در نظر گرفته شده است.»

### بازداشت‌ها
بار اول، پناهی در روز پنجشنبه ۸ مرداد ۱۳۸۸ هنگامی که به همراه گروه دیگری از فیلم‌سازان برای گرامیداشت کشته‌شدگان اعتراضات به نتایج انتخابات ریاست جمهوری دهم به بهشت زهرا رفته بود، به‌همراه مهناز محمدی، مستندساز بازداشت و پس از چند روز آزاد شد.
پناهی بار دوم در شامگاه دوشنبه ۱۰ اسفند به همراه ۱۸ نفر از اعضای خانواده و دوستانی که در خانه او در تهران مهمان بودند، بازداشت شد. پس از چند روز و در چند مرحله، اعضای خانواده و همکاران پناهی آزاد شدند، اما خود او همچنان در بازداشت بود. مقام‌های قضایی تاکنون علت بازداشت و اتهام او را اعلام نکرده‌اند. در این مورد صرفاً دادستان تهران بازداشت او را غیرسیاسی دانست. رسانه‌های وابسته به محافظه‌کاران ادعا کرده‌اند، دلیل دستگیری او تدارک برای ساختن فیلمی علیه نظام، بوده است.

### اجرای حکم زندان
جعفر پناهی تیر ۱۴۰۱ در تهران برای اجرای حکم زندان خود بازداشت و زندانی شد. او که برای پیگیری وضعیت دو فیلمساز بازداشت شده، محمد رسول‌اف و مصطفی آل‌احمد به دادسرای اوین رفته بود، ۲۰ تیر ۱۴۰۱ در همان‌جا بازداشت و به بند ۸، سالن ۷، زندان اوین منتقل شد. پس از نزدیک به هفت ماه حبس در زندان اوین، سرانجام در پی اعتصاب غذای خشک، با قرار وثیقه به‌طور موقت آزاد شد.

#### ابتلا به کووید-۱۹
جعفر پناهی ۱۴ مرداد ۱۴۰۱ در زندان اوین دچار تب و لرز شدید شد و صبح روز ۱۵ مرداد پس از مراجعه به بهداری زندان اوین تست کووید ۱۹ او مثبت اعلام شد. او درخواست کرد تا با هزینهٔ شخصی خودش، وی را به بیمارستان منتقل کنند اما درخواستش با مخالفت مسئولان زندان مواجه شد. با این حال همسر پناهی برای دریافت مرخصی برای او و انتقالش به خارج از زندان تلاش کرد.

### اعتصاب غذا
پس از انتشار نامه جعفر پناهی به همکارانش در جشنواره کن، قرار بازداشت موقت او، دو ماه دیگر تمدید شد. مأموران امنیتی، خانواده پناهی را تهدید به بازداشت کردند و از آن‌ها خواستند از مصاحبه و اطلاع‌رسانی دربارهٔ او پرهیز کنند. در ۲۸ اردیبهشت ۱۳۸۹ پناهی در نامه‌ای با شرح برخورد و تهدیدهای بازجوهای زندان اوین، اعلام اعتصاب غذا کرد.

صبح روز سه شنبه ۲۸ اردیبهشت ۱۳۸۹ پناهی اعلام کرد اعتصاب غذا کرده است. وی طی تماسی با خانوادهٔ خود نامه‌اش را از زندان برای آن‌ها خواند. در این نامه آمده است:
بعد از برخورد ناشایستی که شنبه شب (۸۹/۲/۲۵) در هجوم مأمورین به داخل سلول ۵۶ اوین صورت گرفت و متعاقب آن به مدت یک ساعت و نیم، من و هم سلولی‌هایم را بدون لباس در بیرون و در هوایی سرد نگه داشتند، صبح روز یکشنبه مرا به بازجویی بردند و متهم کردند که از داخل سلول فیلمبرداری کرده‌ام؛ که کذب محض است. و بعد تهدید کردند که تمامی اعضای خانواده‌ام را دستگیر و به اوین منتقل خواهند کرد و دخترم را به بازداشتگاهی ناامن در رجائی‌شهر خواهند فرستاد و با این حرف‌ها قدرت تجزیه و تحلیل را از من سلب کردند.
پناهی پس از شروع اعتصاب غذا قسم خورد تا تحقق خواسته‌هایش دست از اعتصاب غذا برندارد:
به سینمایی که به آن معتقدم قسم می‌خورم تا تحقق خواسته‌هایم دست از اعتصاب غذا برنمی‌دارم و تنها خواسته‌ام این است که جنازه مرا به خانواده‌ام تحویل دهند تا هر کجا که مایل‌اند دفن کنند.
او دو روز پس از آزادی از زندان، در فیلمی که از تلویزیون آرته پخش شد دربارهٔ علت اعتصاب غذا گفت:
یک بار شب مرا به بازجویی بردند. بازجوها پرسیدند: اسم فیلم تو چیست؟
من که خیال کردم منظورشان فیلمی است که موقع دستگیری در خانه تهیه می‌کردم، گفتم "فیلم من هنوز تمام نشده تا تیتری داشته باشند." آنها گفتند: "نه، منظور ما فیلمی است که اینجا در زندان می‌سازی." من حیرت کردم که: "کدام فیلم؟" آنها واقعاً خیال می‌کردند که من در زندان در حال کارگردانی یک فیلم هستم.
قضیه این بود که یک بار من در جمع زندانیان تعریف کرده بودم که قبلاً پنج فیلم سینمایی ساخته‌ام، و بعد به کنایه گفتم:
"حالا هم اینجا دارم فیلم خودم را می‌سازم."
این مطلب به گوش مدیران زندان رسیده بود و آنها جدا خیال کرده بودند که من در سلول تنگ زندان، با آن‌همه دم و دستگاه مراقبت، توانسته‌ام دوربینی به داخل زندان وارد کنم و با آن فیلم بسازم.
تمام بازجویی‌ها، تمام فشارها زاییدهٔ تصورات خودشان بود، نشان ترس خودشان بود از سینما. در اینجا حتی صِرف فکر کردن به یک فیلم، حتی دیدن خواب یک فیلم هم می‌تواند جرم باشد.

## واکنش‌ها به بازداشت و زندان
در پی این بازداشت، جشنواره بین‌المللی فیلم کن، جشنواره بین‌المللی فیلم برلین، و بسیاری از چهره‌های سینمایی، فرهنگی و سیاسی، در واکنش به بازداشت این سینماگر اعتراض کردند. در واکنشی دیگر، در روزهای آغازین سال ۱۳۸۹، چهل و پنج تن از سینماگران و هنرمندان سرشناس ایران از جمله بهرام بیضایی، کیومرث پوراحمد، ناصر تقوایی، رخشان بنی‌اعتماد، خسرو سینایی، مسعود کیمیایی، تهمینه میلانی و اصغر فرهادی، در نامه‌ای سرگشاده خطاب به حاکمان ایران ضمن تأکید بر حق فیلم‌سازی، آزادی بیان و حق اعتراض برای همگان، خواهان آزادی نامشروط جعفر پناهی و محمد نوری‌زاد شدند. همچنین صدها تن از سینماگران مطرح جهان، با انتشار نامه‌ای دیگر خطاب به صادق لاریجانی، رئیس قوه قضاییه ایران، ضمن اعتراض نسبت به زندانی کردن بی‌دلیل جعفر پناهی، که از او به عنوان کارگردان مطرح بین‌المللی یاد کرده‌اند، و نیز ناعادلانه خواندن بازداشت او، خواهان آزادی سریع پناهی شدند. عبّاس کیارستمی در واکنش به بازداشت جعفر پناهی و محمّد رسول‌اف در نامه‌ای سرگشاده نوشت «مسئولیت وخیم و بازتاب عواقب زشت و غیر فرهنگی جهانی این بازداشت‌ها متوجه مدیریت سوء و سیاست‌های غلط وزارت ارشاد در این سال‌هاست.»
طاهره سعیدی همسر پناهی در دیداری با عزت‌الله انتظامی رئیس هیئت مدیره موزه سینما در اعتراض به زندانی‌شدن همسرش خواستار آن شد تا به فوریت به نامه وی جهت بازگرداندن تمام جوایز جعفر پناهی به خانواده‌اش اقدام شود.
جمعی از فیلمسازان و هنرپیشه‌های معروف هالیوود دستگیری جعفر پناهی کارگردان ایرانی را محکوم کردند و از حکومت ایران خواستار آزادی فوری او شدند. مارتین اسکورسیزی، استیون اسپیلبرگ، فرانسیس فورد کاپولا، برادران کوئن، مایکل مور، الیور استون، رابرت دنیرو و رابرت ردفورد و چندین هنرپیشه و کارگردان دیگر آمریکایی جزء امضا کنندگان این نامه هستند.

در این نامه آمده است:
ما … با اعلام همبستگی با یک فیلمساز همکار، حبس او را محکوم می‌کنیم و از حکومت ایران مصرانه می‌خواهیم آقای پناهی را هر چه سریعتر آزاد کند." هنرمندان هالیوود با اشاره به نامه اخیر همسر جعفر پناهی گفته‌اند که او "نگرانی عمیقی نسبت به وضعیت قلب شوهرش و انتقال او به یک سلول کوچکتر دارد… فیلم‌سازان ایران مانند هنرمندان همه جا باید مورد قدردانی قرار گیرند نه آنکه با سانسور، سرکوب و حبس روبرو باشند.

### جشنواره کن
در شصت و سومین جشنواره کن، سازمان عفو بین‌الملل صندلی خالی جعفر پناهی را نماد اختناق در ایران دانست. برنار کوشنر و فردریک میتران، وزرای خارجه و فرهنگ فرانسه با انتشار بیانیه‌ای خواستار آزادی فوری او شدند و نوشتند: «جعفر پناهی یکی از سرشناس‌ترین نمایندگان سینمای ایران است و کاملاً جا دارد که در جشنواره کن حضور داشته باشد. از مقامات ایرانی می‌خواهیم که حقوق بنیادین آزادی بیان و آفرینش را برای همه ایرانیان محترم بشمارند.»
تیم برتون، رئیس هیئت داوران کن، در مراسم افتتاحیه خواستار آزادی پناهی شد و گفت: «گفت همه ما خواستار آزادی بیان هستیم و هرکس باید بتواند در بیان خود آزاد باشد.». عبّاس کیارستمی نیز در سخنرانی خود بازداشت پناهی را حمله‌ای به تمامیت هنر خواند و گفت که فیلم نساخته نمی‌تواند جرم باشد. کیارستمی در ادامه گفت: با «دست‌گیری پناهی حریم بین دولت و هنرمندان برداشته شد.» ژولیت بینوش، بازیگر فرانسوی، در هنگام سخنرانی حین دریافت جایزه خود از در جشنواره کن به عنوان بهترین بازیگر زن، با یادآوری بازداشت پناهی در نشست خبری و در هنگام دریافت جایزه بهترین بازیگر زن در کن، گریست.

## جایزه‌ها
پناهی در جشنوارهٔ فیلمِ کنِ ۲۰۱۸ با فیلم سه‌رخ جایزهٔ بهترین فیلمنامه را دریافت کرد. آخرین فیلم جعفر پناهی با نام یک تصادف ساده برندهٔ جایزهٔ نخل طلایی جشنواره فیلم کن ۲۰۲۵ شد. او در سال ۲۰۰۰ میلادی، با فیلم دایره برندهٔ جایزهٔ شیر طلایی جشنوارهٔ فیلم ونیز و در ۲۰۰۶ میلادی، برندهٔ خرس نقره‌ای جشنوارهٔ بین‌المللی فیلم برلین برای فیلم آفساید شد.

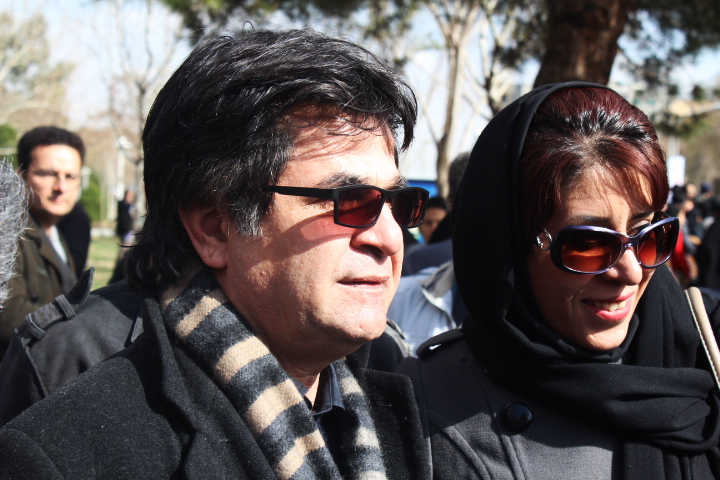
پناهی در خاکسپاریِ زاون قوکاسیان

فیلم مستند «این فیلم نیست» ساختهٔ پناهی در دسامبر سال ۲۰۱۱، جایزهٔ اول بخش آسیا-آفریقای هشتمین دورهٔ جشنوارهٔ بین‌المللی فیلم دبی را دریافت کرد.
جعفر پناهی، در ۹ مارس ۲۰۱۲، برندهٔ نشان هنر برای آزادی از بنیاد فیر پلی در سوئیس شد.

### جایزهٔ دوربین زرین جشنوارهٔ کن ۱۹۹۵
پناهی با بادکنک سفید درخشید و در جشنوارهٔ کن حضور یافت و موفق به دریافت جایزهٔ دوربین زرین این دوره از جشنوارهٔ کن شد.

### جایزه ساخاروف
در آبان ماه سال ۱۳۹۱ اعلام شد جایزهٔ آزادی افکار ساخاروف از طرف پارلمان اروپا به جعفر پناهی و نسرین ستوده اهدا شد. اعضای هیئت پارلمانی اروپا نیز تصمیم گرفتند طی سفر از پیش برنامه‌ریزی‌شده‌شان به تهران، ضمن دیدار با ستوده و پناهی، دعوتنامهٔ رسمی پارلمان اروپا از آن‌ها در ارتباط با دریافت جایزهٔ ساخاروف را به‌دست آن‌ها برسانند. اما سفر هیئت اروپایی مذکور به‌دلیل عدم پذیرش شرط آن‌ها مبنی بر دیدار با نامبردگان به ایران لغو شد.

### خرس نقره‌ای جشنوارهٔ فیلم برلین ۲۰۱۳
روز شنبه ۲۹ بهمن ۹۱ (شانزدهم فوریهٔ ۲۰۱۳)، هیئت داوران جشنوارهٔ فیلم برلین، جایزهٔ خرس نقره‌ای بهترین فیلمنامه را به جعفر پناهی به خاطر نوشتن فیلمنامهٔ پرده اهدا کرد. کامبوزیا پرتوی که این فیلم ساختهٔ مشترک او و جعفر پناهی است برای دریافت جایزه به روی سن رفت.

### جایزهٔ آسیا پاسیفیک برای فیلم‌نامهٔ گُل
در سال ۲۰۱۴ فیلم‌نامهٔ گُل پناهی جایزهٔ ۲۵ هزار دلاری هشتمین دورهٔ جشنوارهٔ فیلم آسیا پاسیفیک را که به عنوان کمک‌هزینه برای ساخت فیلم اهدا می‌شود، در کنار سه فیلم دیگر از بنگلادش، دانمارک و اسرائیل از آن خود کرد.

### خرس طلایی جشنوارهٔ فیلم برلین ۲۰۱۵
پناهی در ۱۴ فوریهٔ ۲۰۱۵ به خاطر فیلم تاکسی برندهٔ خرس طلایی جشنوارهٔ بین‌المللی فیلم برلین شد.

### جایزهٔ بهترین فیلم‌نامهٔ جشنوارهٔ فیلم کن ۲۰۱۸
فیلم «سه‌رخ» جعفر پناهی پس از نامزدی در بخش رقابت اصلی برای نخل طلای جشنوارهٔ فیلم کن سال ۲۰۱۸ برندهٔ جایزهٔ بهترین فیلمنامهٔ این جشنواره شد. بدین ترتیب، پس از اصغر فرهادی وی دومین فیلمساز ایرانی‌ای شد که برندهٔ این عنوان می‌شود.

### نامزدی در آکادمی اسکار
در ۱۴ آذر ۱۳۹۱، این فیلم نیست به عنوان یکی از ۱۵ نامزد اولیه برای دریافت جایزهٔ اسکار بهترین فیلم مستند انتخاب شد. درحالی‌که این فیلم در ایران به نمایش در نیامده است.

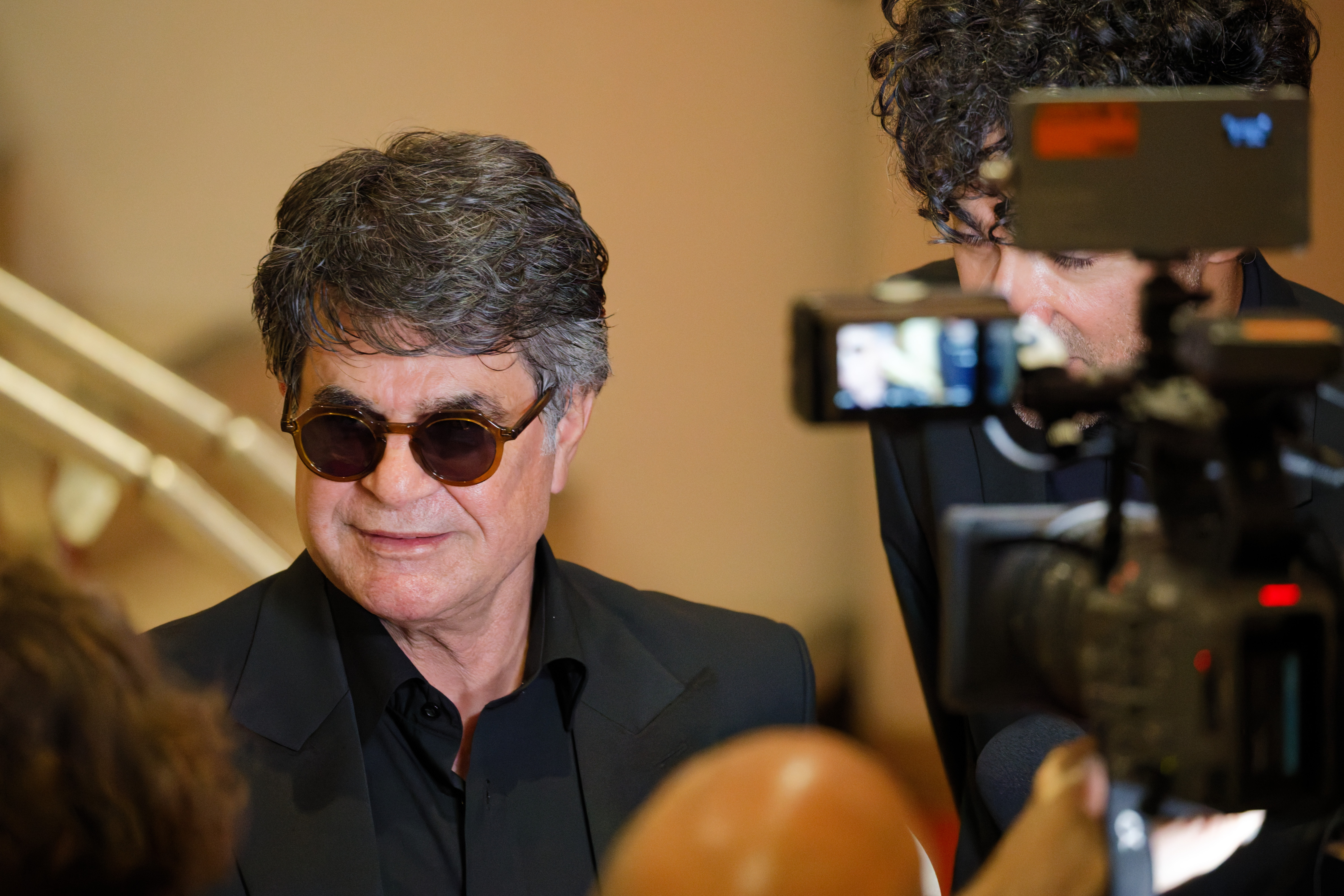
جعفر پناهی در جشنواره کن ۲۰۲۵

### جایزهٔ نخل طلای جشنوارهٔ فیلم کن ۲۰۲۵
فیلم «یک تصادف ساده» جعفر پناهی پس از نامزدی در بخش رقابت اصلی برای نخل طلای جشنوارهٔ فیلم کن سال ۲۰۲۵ برندهٔ نخل طلای این جشنواره شد.

## فیلم‌شناسی

### فیلم‌های بلند
| سال  | عنوان            | سمت            | سمت     | سمت     | سمت       | سمت    | توضیحات                                                                                     |
| سال  | عنوان            | کارگردان       | نویسنده | تدوینگر | تهیه‌کننده | بازیگر | توضیحات                                                                                     |
| ---- | ---------------- | -------------- | ------- | ------- | --------- | ------ | ------------------------------------------------------------------------------------------- |
| ۱۳۶۷ | گلنار            |                |         |         |           |        | دستیار کارگردان                                                                             |
| ۱۳۷۲ | زیر درختان زیتون | عبّاس کیارستمی  |         |         |           | آری    | بدون ذکر در عنوان‌بندی                                                                       |
| ۱۳۷۳ | بادکنک سفید      | آری            | آری     | آری     |           |        | نویسندگی مشترک با عبّاس کیارستمی                                                             |
| ۱۳۷۵ | مسافر جنوب       | پرویز شهبازی   |         | آری     |           |        |                                                                                             |
| ۱۳۷۶ | آینه             | آری            | آری     | آری     | آری       |        |                                                                                             |
| ۱۳۷۸ | دایره            | آری            | آری     | آری     | آری       |        | نویسندگی مشترک با کامبوزیا پرتوی، قبل از انتشار در ایران توقیف بود.                         |
| ۱۳۷۸ | جمعه             |                |         |         |           | آری    |                                                                                             |
| ۱۳۸۲ | طلای سرخ         | آری            |         | آری     | آری       |        | نویسندگی مشترک با عبّاس کیارستمی، قبل از انتشار در ایران توقیف بود.                          |
| ۱۳۸۲ | سربازهای جمعه    | مسعود کیمیایی  |         | آری     |           |        |                                                                                             |
| ۱۳۸۳ | کافه ترانزیت     | کامبوزیا پرتوی |         | آری     |           |        |                                                                                             |
| ۱۳۸۴ | حکم              | مسعود کیمیایی  |         | آری     |           |        |                                                                                             |
| ۱۳۸۴ | آفساید           | آری            | آری     | آری     | آری       |        | برنده خرس نقره‌ای از جشنوارهٔ فیلم برلین در سال ۲۰۰۶                                          |
| ۱۳۸۷ | کشتزارهای سپید   | محمّد رسول‌اف    |         | آری     |           |        |                                                                                             |
| ۱۳۸۸ | اوریون           |                |         | آری     |           |        | تدوین مشترک با علی زمانی عصمتی                                                              |
| ۱۳۹۰ | این فیلم نیست    | آری            |         |         |           |        | این فیلم به عنوان یکی از ۱۵ نامزد اولیه برای دریافت جایزهٔ اسکار بهترین فیلم مستند انتخاب شد |
| ۱۳۹۱ | پرده             | آری            | آری     | آری     | آری       |        | برنده خرس نقره‌ای بهترین فیلم‌نامه از جشنوارهٔ فیلم برلین                                      |
| ۱۳۹۳ | تاکسی            | آری            | آری     | آری     | آری       | آری    | برندهٔ جایزه خرس طلایی بهترین فیلم از شصت و پنجمین جشنواره بین‌المللی فیلم برلین              |
| ۱۳۹۷ | سه‌رخ             | آری            | آری     |         | آری       | آری    | برنده نخل طلایی بهترین فیلمنامه از هفتاد و یکمین جشنواره بین‌المللی فیلم کن                  |
| ۱۳۹۸ | نامو             |                | آری     | آری     |           |        |                                                                                             |
| ۱۴۰۰ | جاده خاکی        | پناه پناهی     |         |         | آری       |        |                                                                                             |
| ۱۴۰۰ | سال طوفان ابدی   | آری            |         |         | آری       |        | فیلم آنتولوژی                                                                               |
| ۱۴۰۱ | خرس نیست         | آری            | آری     |         | آری       | آری    | برندهٔ جایزهٔ ویژهٔ هیئت داوران از هفتاد و نهمین دوره جشنواره بین‌المللی فیلم ونیز              |
| ۱۴۰۳ | یک تصادف ساده    | آری            | آری     |         |           |        | برندهٔ جایزه نخل طلا از هفتاد و هشتمین جشنواره فیلم کن                                       |

### فیلم‌های کوتاه
| سال  | عنوان        | سمت | توضیحات                  |
| ---- | ------------ | --- | ------------------------ |
| ۱۹۸۸ | یارالی باشلر |     |                          |
| ۱۹۹۱ | کیش          |     | مستند                    |
| ۱۹۹۲ | دوست         |     |                          |
| ۱۹۹۲ | آخرین امتحان |     |                          |
| ۱۹۹۳ | نگاه دوم     |     | مستند                    |
| ۱۹۹۷ | اردکول       |     | مستند                    |
| ۲۰۰۷ | گره‌گشایی     |     | قسمتی از فیلم فرش ایرانی |
| ۲۰۱۰ | آکاردئون     |     |                          |

## جایزه‌ها و افتخارات

### جایزه‌ها
| سال  | سازمان                                      | جایزه                                               | فیلم                      |
| ---- | ------------------------------------------- | --------------------------------------------------- | ------------------------- |
| ۱۹۹۵ | جشنواره فیلم کن                             | دوربین طلایی                                        | بادکنک سفید               |
| ۱۹۹۷ | جشنواره فیلم لوکارنو                        | پلنگ طلایی                                          | آینه                      |
| ۲۰۰۰ | جشنواره بین‌المللی فیلم ونیز                 | شیر طلایی                                           | دایره                     |
| ۲۰۰۳ | جشنواره فیلم کن                             | جایزهٔ هیئت داوران – جایزه برای کارهای نو و نگاهی نو | طلای سرخ                  |
| ۲۰۰۶ | جشنواره بین‌المللی فیلم برلین                | جایزهٔ بزرگ هیئت داوران                              | آفساید                    |
| ۲۰۰۷ | جشنوارهٔ بین‌المللی فیلم والدیویا             | جایزهٔ پودو                                          | جایزهٔ یک عمر دستاورد هنری |
| ۲۰۰۷ | هیفوس                                       | جایزهٔ نامحدود سینما                                 |                           |
| ۲۰۱۱ | جشنواره فیلم کن                             | جایزه مربی طلایی                                    | این فیلم نیست             |
| ۲۰۱۱ | جشنواره آزادی لندن                          | جایزه ویژه هیئت داوران                              | این فیلم نیست             |
| ۲۰۱۲ | پارلمان اروپا                               | جایزه ساخاروف                                       |                           |
| ۲۰۱۳ | جشنواره بین‌المللی فیلم برلین                | خرس نقره‌ای برای فیلمنامه                            | پرده                      |
| ۲۰۱۴ | انجمن سینمایی آمریکا                        | کمک مالی صندوق آکادمی فیلم                          | گٌل                        |
| ۲۰۱۵ | جشنواره بین‌المللی فیلم برلین                | خرس طلایی                                           | تاکسی                     |
| ۲۰۱۸ | جشنوارهٔ فیلم کن                             | جایزهٔ بهترین فیلم‌نامه                               | سه‌رخ                      |
| ۲۰۱۸ | جشنواره بین‌المللی فیلم پرتقال طلایی آنتالیا | پرتقال طلایی بهترین فیلم                            | سه‌رخ                      |
| ۲۰۱۸ | جشنوارهٔ فیلم سلیمانیه                       | بلوط طلایی بهترین فیلم                              | سه‌رخ                      |
| ۲۰۱۸ | جشنوارهٔ فیلم سلیمانیه                       | برنده جایزه افتخاری (صنوبر طلایی)                   | سه‌رخ                      |
| ۲۰۲۵ | جشنواره فیلم کن                             | نخل طلای کن                                         | یک تصادف ساده             |

### داوری در جشنواره‌های فیلم
- رئیس هیئت‌داوران جشنواره بین‌المللی فیلم مونترآل[۹۱]

### بزرگداشت‌های وی
در سال ۱۳۸۶ بزرگداشت جعفر پناهی در چهارمین دورهٔ جشنوارهٔ فیلم ارمنستان برگزار شد.

### عضویت در هیئت داوران جشنواره‌ها
| سال  | جشنواره                        | نقش              |
| ---- | ------------------------------ | ---------------- |
| ۲۰۰۱ | جشنوارهٔ فیلم کارلووی واری      | عضو هیئت داوران  |
| ۲۰۰۷ | جشنوارهٔ بین‌المللی فیلم اوراسیا | عضو هیئت داوران  |
| ۲۰۰۷ | جشنواره فیلم کرالا             | رئیس هیئت داوران |
| ۲۰۰۸ | جشنواره بین‌المللی فیلم روتردام | رئیس هیئت داوران |
| ۲۰۰۹ | جشنواره بین‌المللی فیلم مونترآل | رئیس هیئت داوران |